# Thyenula
Genre
Synonymes
- Klamathia Peckham & Peckham, 1903
- Tularosa Peckham & Peckham, 1903

Thyenula est un genre d'araignées aranéomorphes de la famille des Salticidae.

## Distribution
Les espèces de ce genre se rencontrent en Afrique.

## Liste des espèces
Selon World Spider Catalog (version 19.5, 12/12/2018) :
- Thyenula alotama Wesołowska, Azarkina & Russell-Smith, 2014
- Thyenula ammonis Denis, 1947
- Thyenula arcana (Wesołowska & Cumming, 2008)
- Thyenula armata Wesołowska, 2001
- Thyenula aurantiaca (Simon, 1902)
- Thyenula cheliceroides Wesołowska, Azarkina & Russell-Smith, 2014
- Thyenula clarosignata Wesołowska, Azarkina & Russell-Smith, 2014
- Thyenula dentatidens Wesołowska, Azarkina & Russell-Smith, 2014
- Thyenula fidelis Wesołowska & Haddad, 2009
- Thyenula haddadi Wesołowska, Azarkina & Russell-Smith, 2014
- Thyenula juvenca Simon, 1902
- Thyenula leighi (Peckham & Peckham, 1903)
- Thyenula magna Wesołowska & Haddad, 2009
- Thyenula montana Wesołowska, Azarkina & Russell-Smith, 2014
- Thyenula munda (Peckham & Peckham, 1903)
- Thyenula natalica (Simon, 1902)
- Thyenula oranjensis Wesołowska, 2001
- Thyenula rufa Wesołowska, Azarkina & Russell-Smith, 2014
- Thyenula sempiterna Wesołowska, 2000
- Thyenula splendens Wesołowska & Haddad, 2018
- Thyenula tenebrica Wesołowska, Azarkina & Russell-Smith, 2014
- Thyenula virgulata Wesołowska, Azarkina & Russell-Smith, 2014
- Thyenula vulnifica Wesołowska, Azarkina & Russell-Smith, 2014
- Thyenula wesolowskae Zhang & Maddison, 2012

## Publication originale
- Simon, 1902 : Description d'arachnides nouveaux de la famille des Salticidae (Attidae) (suite). Annales de la Société Entomologique de Belgique, vol. 46, p. 24-56 & 363-406 (texte intégral).